# Discografia delle Twice
La discografia delle Twice consiste in otto album in studio (tre in lingua coreana, cinque in lingua giapponese), cinque compilation, tredici EP, video album, 51 singoli (di cui undici promozionali) e 43 video musicali.

## Album

### Album in studio
| Anno                                                                                                   | Titolo | Posizione massima | Posizione massima | Posizione massima | Certificazioni      |
| Anno                                                                                                   | Titolo | KOR               | JPN               | US                | Certificazioni      |
| Coreani                                                                                                | Coreani | Coreani           | Coreani           | Coreani           | Coreani             |
| --- | --- | ----------------- | ----------------- | ----------------- | ------------------- |
| 2017                                                                                                   | twicetagram - Data di pubblicazione: 30 ottobre 2017 - Etichetta: JYP Entertainment - Formati: CD, Download digitale               | 1                 | 7                 | —                 |                     |
| 2020                                                                                                   | Eyes Wide Open - Data di pubblicazione: 26 ottobre 2020 - Etichetta: JYP Entertainment - Formati: CD, Download digitale            | 2                 | 3                 | 72                | - KMCA: Platino (2) |
| 2021                                                                                                   | Formula of Love: O+T=＜3 - Data di pubblicazione: 12 novembre 2021 - Etichetta: JYP Entertainment - Formati: CD, Download digitale | 1                 | 2                 | 3                 | - KMCA: Platino (3) |
| 2025                                                                                                   | This is For - Data di pubblicazione: 11 luglio 2025 - Etichetta: JYP Entertainment - Formati: CD, Download digitale                | 1                 | 6                 | 6                 |                     |
| Giapponesi                                                                                             | |                   |                   |                   |                     |
| 2018                                                                                                   | BDZ - Data di pubblicazione: 12 settembre 2018 - Etichetta: Warner Music Japan - Formati: CD, DVD, LP, digital download            | —                 | 1                 | —                 | - RIAJ: Platino     |
| 2019                                                                                                   | &Twice - Data di pubblicazione: 20 novembre 2019 - Etichetta: CD, DVD, LP, digital download                                        | —                 | 1                 | —                 | - RIAJ: Platino     |
| 2021                                                                                                   | Perfect World - Data di pubblicazione: 28 luglio 2021 - Etichetta: Warner Music Japan - Formati: CD, DVD, LP, digital download     | —                 | 1                 | —                 | - RIAJ: Oro         |
| 2022                                                                                                   | Celebrate - Data di pubblicazione: 27 luglio 2022 - Etichetta: Warner Music Japan - Formati: CD, DVD, LP, digital download         | —                 | 2                 | —                 | - RIAJ: Oro         |
| 2024                                                                                                   | Dive - Data di pubblicazione: 17 luglio 2024 - Etichetta: Warner Music Japan - Formati: CD, DVD, LP, digital download              | —                 | 2                 | —                 | - RIAJ: Oro         |
| 2025                                                                                                   | Enemy - Data di pubblicazione: 27 agosto 2025 - Etichetta: Warner Music Japan - Formati: CD, DVD, LP, digital download             | TBA               | TBA               | TBA               | TBA                 |
| "—" indica che il disco non è entrato in quella classifica o non è stato pubblicato in quel territorio | |                   |                   |                   |                     |

#### Album riediti
| Anno                                                                                                   | Titolo | Posizione massima | Posizione massima |
| Anno                                                                                                   | Titolo | KOR               | JPN               |
| Coreani                                                                                                | Coreani | Coreani           | Coreani           |
| --- | --- | ----------------- | ----------------- |
| 2017                                                                                                   | Merry & Happy - Riedizione di twicetagram - Data di pubblicazione: 11 dicembre 2017 - Etichetta: JYP Entertainment - Formati: CD, Download digitale | 1                 | 8                 |
| "—" indica che il disco non è entrato in quella classifica o non è stato pubblicato in quel territorio | |                   |                   |

### EP
| Titolo                                                                                                 | Dettagli | Posizione massima | Posizione massima | Posizione massima | Certificazioni      |
| Titolo                                                                                                 | Dettagli | KOR               | JPN               | USA               | Certificazioni      |
| --- | --- | ----------------- | ----------------- | ----------------- | ------------------- |
| 2015                                                                                                   | The Story Begins - Data di pubblicazione: 20 ottobre 2015 - Etichetta: JYP Entertainment - Formati: CD, Download digitale     | 3                 | 43                | —                 |                     |
| 2016                                                                                                   | Page Two - Data di pubblicazione: 25 aprile 2016 - Etichetta: JYP Entertainment - Formati: CD, Download digitale              | 2                 | 16                | —                 |                     |
| 2016                                                                                                   | Twicecoaster: Lane 1 - Data di pubblicazione: 26 ottobre 2016 - Etichetta: JYP Entertainment - Formati: CD, Download digitale | 1                 | 10                | —                 |                     |
| 2017                                                                                                   | Signal - Data di pubblicazione: 15 maggio 2017 - Etichetta: JYP Entertainment - Formati: CD, Download digitale                | 1                 | 11                | —                 |                     |
| 2018                                                                                                   | What Is Love? - Data di pubblicazione: 9 aprile 2018 - Etichetta: JYP Entertainment - Formati: CD, Download digitale          | 2                 | 2                 | —                 | - KMCA: Platino (2) |
| 2018                                                                                                   | Yes or Yes - Data di pubblicazione: 5 novembre 2018 - Etichetta: JYP Entertainment - Formati: CD, Download digitale           | 1                 | 1                 | —                 | - KMCA: Platino (2) |
| 2019                                                                                                   | Fancy You - Data di pubblicazione: 22 aprile 2019 - Etichetta: JYP Entertainment - Formati: CD, Download digitale             | 2                 | 1                 | —                 | - KMCA: Platino (2) |
| 2019                                                                                                   | Feel Special - Data di pubblicazione: 23 settembre 2019 - Etichetta: JYP Entertainment - Formati: CD, Download digitale       | 1                 | 3                 | —                 | - KMCA: Platino (2) |
| 2020                                                                                                   | More & More - Data di pubblicazione: 1º giugno 2020 - Etichetta: JYP Entertainment - Formati: CD, Download digitale           | 1                 | 1                 | 200               | - KMCA: Platino (2) |
| 2021                                                                                                   | Taste of Love - Data di pubblicazione: 11 giugno 2021 - Etichetta: JYP Entertainment - Formati: CD, Download digitale         | 2                 | 2                 | 6                 | - KMCA: Platino (2) |
| 2022                                                                                                   | Between 1&2 - Data di pubblicazione: 26 agosto 2022 - Etichetta: JYP Entertainment - Formati: CD, Download digitale           | 2                 | 2                 | 3                 | - KMCA: Milione     |
| 2023                                                                                                   | Ready to Be - Data di pubblicazione: 10 marzo 2023 - Etichetta: JYP Entertainment - Formati: CD, Download digitale            | 1                 | 3                 | 2                 | - KMCA: Milione     |
| 2024                                                                                                   | With You-th - Data di pubblicazione: 23 febbraio 2024 - Etichetta: JYP Entertainment - Formati: CD, Download digitale         | 2                 | 4                 | 1                 | - KMCA: Milione     |
| 2024                                                                                                   | Strategy - Data di pubblicazione: 6 dicembre 2024 - Etichetta: JYP Entertainment - Formati: CD, Download digitale             | 1                 | 2                 | 4                 | - KMCA: Platino (3) |
| "—" indica che il disco non è entrato in quella classifica o non è stato pubblicato in quel territorio | |                   |                   |                   |                     |

#### EP riediti
| Anno                                                                                                   | Titolo | Posizione massima | Posizione massima | Certificazioni      |
| Anno                                                                                                   | Titolo | KOR               | JPN               | Certificazioni      |
| Coreani                                                                                                | Coreani | Coreani           | Coreani           | Coreani             |
| --- | --- | ----------------- | ----------------- | ------------------- |
| 2017                                                                                                   | Twicecoaster: Lane 2 - Riedizione di Twicecoaster: Lane 1 - Data di pubblicazione: 20 febbraio 2017 - Etichetta: JYP Entertainment - Formati: CD, Download digitale | 1                 | 13                |                     |
| 2018                                                                                                   | Summer Nights - Riedizione di What Is Love? - Data di pubblicazione: 19 dicembre 2016 - Etichetta: JYP Entertainment - Formati: CD, Download digitale               | 1                 | 4                 | - KMCA: Platino (2) |
| 2018                                                                                                   | The Year of "Yes" - Riedizione di Yes or Yes - Data di pubblicazione: 12 dicembre 2018 - Etichetta: JYP Entertainment - Formati: CD, Download digitale              | 2                 | 3                 | - KMCA: Platino     |
| "—" indica che il disco non è entrato in quella classifica o non è stato pubblicato in quel territorio | |                   |                   |                     |

### Raccolte
| Anno                                                                                                   | Titolo | Posizione massima | Posizione massima | Certificazioni  |
| Anno                                                                                                   | Titolo | JPN               | JPN Hot           | Certificazioni  |
| --- | --- | ----------------- | ----------------- | --------------- |
| 2017                                                                                                   | What's Twice? - Data di pubblicazione: 24 febbraio 2017 - Etichetta: Warner Music Japan - Formati: CD, Download digitale, DVD, LP | —                 | 16                |                 |
| 2017                                                                                                   | #Twice - Data di pubblicazione: 28 giugno 2017 - Etichetta: Warner Music Japan - Formati: CD, Download digitale, DVD, LP          | 2                 | 2                 | - RIAJ: Platino |
| 2019                                                                                                   | #Twice2 - Data di pubblicazione: 6 marzo 2019 - Etichetta: Warner Music Japan - Formati: CD, Download digitale, DVD, LP           | 1                 | 1                 | - RIAJ: Platino |
| 2020                                                                                                   | #Twice3 - Data di pubblicazione: 16 settembre 2020 - Etichetta: Warner Music Japan - Formati: CD, Download digitale, DVD, LP      | 1                 | 1                 | - RIAJ: Oro     |
| 2022                                                                                                   | #Twice4 - Data di pubblicazione: 16 marzo 2022 - Etichetta: Warner Music Japan - Formati: CD, Download digitale, DVD, LP          | 1                 | 1                 | - RIAJ: Oro     |
| 2025                                                                                                   | #Twice5 - Data di pubblicazione: 15 maggio 2025 - Etichetta: Warner Music Japan - Formati: CD, Download digitale, DVD, LP         | 3                 | 6                 | - RIAJ: Oro     |
| "—" indica che il disco non è entrato in quella classifica o non è stato pubblicato in quel territorio | |                   |                   |                 |

### Album di remix
| Anno | Titolo | Posizione massima |
| Anno | Titolo | JPN Hot           |
| ---- | --- | ----------------- |
| 2023 | The Remixes - Data di pubblicazione: 22 novembre 2023 - Etichetta: JYP Entertainment - Formati: CD, Download digitale | 73                |
| 2024 | Strategy 2.0 - Data di pubblicazione: 18 dicembre 2024 - Etichetta: JYP Entertainment - Formati: Download digitale    | —                 |

## Singoli

### In lingua coreana
| Anno | Titolo                                        | Posizione massima | Posizione massima | Certificazioni                  | Album                    |
| Anno | Titolo                                        | KOR               | USA               | Certificazioni                  | Album                    |
| ---- | --------------------------------------------- | ----------------- | ----------------- | ------------------------------- | ------------------------ |
| 2015 | Like Ooh-Ahh (Ooh-Ahh하게)                    | 10                | —                 | - RIAJ: Oro                     | The Story Begins         |
| 2016 | Cheer Up                                      | 1                 | —                 | - RIAJ: Oro                     | Page Two                 |
| 2016 | TT                                            | 1                 | —                 | - RIAJ: Oro                     | Twicecoaster: Lane 1     |
| 2017 | Knock Knock                                   | 1                 | —                 | - RIAJ: Oro                     | Twicecoaster: Lane 2     |
| 2017 | Signal                                        | 1                 | —                 | - RIAJ: Oro                     | Signal                   |
| 2017 | Likey                                         | 1                 | —                 | - RIAJ: Oro                     | twicetagram              |
| 2017 | Heart Shaker                                  | 1                 | —                 | - RIAJ: Oro                     | Merry & Happy            |
| 2018 | What Is Love?                                 | 1                 | —                 | - KMCA: Platino - RIAJ: Platino | What Is Love?            |
| 2018 | Dance the Night Away                          | 1                 | —                 | - KMCA: Platino - RIAJ: Platino | Summer Nights            |
| 2018 | Yes or Yes                                    | 1                 | —                 | - KMCA: Platino - RIAJ: Platino | Yes or Yes               |
| 2018 | The Best Thing I Ever Did (올해 제일 잘한 일) | 27                | —                 |                                 | The Year of "Yes"        |
| 2019 | Fancy                                         | 3                 | —                 | - KMCA: Platino - RIAJ: Platino | Fancy You                |
| 2019 | Feel Special                                  | 9                 | —                 | - RIAJ: Platino (2)             | Feel Special             |
| 2020 | More & More                                   | 4                 | —                 | - RIAJ: Platino                 | More & More              |
| 2020 | I Can't Stop Me                               | 8                 | —                 | - RIAA: Oro - RIAJ: Platino (2) | Eyes Wide Open           |
| 2020 | Cry for Me                                    | 164               | —                 | - RIAJ: Oro                     | /                        |
| 2021 | Alcohol-Free                                  | 6                 | —                 | - RIAJ: Oro                     | Taste of Love            |
| 2021 | Scientist                                     | 32                | —                 | - RIAJ: Oro                     | Formula of Love: O+T= <3 |
| 2022 | Talk That Talk                                | 20                | 116               | - RIAJ: Platino                 | Between 1&2              |
| 2023 | Set Me Free                                   | 94                | 107               | - RIAJ: Oro                     | Ready to Be              |
| 2024 | One Spark                                     | 126               | —                 | - RIAJ: Oro                     | With You-th              |

### In lingua giapponese
| Anno                                                                                                   | Titolo        | Posizione massima | Certificazioni  | Album         |
| Anno                                                                                                   | Titolo        | JPN               | Certificazioni  | Album         |
| --- | ------------- | ----------------- | --------------- | ------------- |
| 2017                                                                                                   | One More Time | 1                 | - RIAJ: Oro     | BDZ           |
| 2018                                                                                                   | Candy Pop     | 1                 | - RIAJ: Oro     | BDZ           |
| 2018                                                                                                   | Wake Me Up    | 1                 |                 | BDZ           |
| 2018                                                                                                   | BDZ           | —                 | - RIAJ: Oro     | BDZ           |
| 2019                                                                                                   | Happy Happy   | 2                 |                 | &Twice        |
| 2019                                                                                                   | Breakthrough  | 2                 |                 | &Twice        |
| 2019                                                                                                   | Fake & True   | —                 |                 | &Twice        |
| 2020                                                                                                   | Fanfare       | 1                 | - RIAJ: Platino | Perfect World |
| 2020                                                                                                   | Better        | 2                 | - RIAJ: Argento | Perfect World |
| 2021                                                                                                   | Kura Kura     | 3                 | - RIAJ: Oro     | Perfect World |
| 2021                                                                                                   | Perfect World | —                 | - RIAJ: Oro     | Perfect World |
| 2021                                                                                                   | Doughnut      | 3                 |                 | Celebrate     |
| 2022                                                                                                   | Celebrate     | —                 | - RIAJ: Platino | Celebrate     |
| 2023                                                                                                   | Hare Hare     | 2                 | - RIAJ: Oro     | Dive          |
| 2024                                                                                                   | Dive          | —                 |                 | Dive          |
| 2025                                                                                                   | Enemy         | TBA               |                 | Enemy         |
| "—" indica che il disco non è entrato in quella classifica o non è stato pubblicato in quel territorio |               |                   |                 |               |

### In lingua inglese
| Anno                                                                                                   | Titolo                               | Posizioni massime | Posizioni massime | Certificazioni                  | Album       |
| Anno                                                                                                   | Titolo                               | KOR               | US                | Certificazioni                  | Album       |
| --- | ------------------------------------ | ----------------- | ----------------- | ------------------------------- | ----------- |
| 2018                                                                                                   | I Want You Back                      | —                 | —                 | - RIAJ: Argento                 | BDZ         |
| 2021                                                                                                   | The Feels                            | 94                | 83                | - RIAA: Oro - RIAJ: Platino (2) | /           |
| 2023                                                                                                   | Moonlight Sunrise                    | 152               | 84                | - RIAJ: Oro                     | Ready to Be |
| 2024                                                                                                   | I Got You                            | —                 | —                 |                                 | With You-th |
| 2024                                                                                                   | Strategy (feat. Megan Thee Stallion) | 112               | 92                |                                 | Strategy    |
| 2025                                                                                                   | This is For                          | 102               | —                 |                                 | This is For |
| "—" indica che il disco non è entrato in quella classifica o non è stato pubblicato in quel territorio |                                      |                   |                   |                                 |             |

## Singoli promozionali

### In lingua giapponese
| Anno                                                                                                   | Titolo                        | Posizione massima | Album           |
| Anno                                                                                                   | Titolo                        | JPN Hot           | Album           |
| --- | ----------------------------- | ----------------- | --------------- |
| 2017                                                                                                   | Signal (Japanese ver.)        | —                 | #Twice          |
| 2018                                                                                                   | Stay by My Side               | 23                | BDZ (Repackage) |
| 2019                                                                                                   | Likey (Japanese ver.)         | —                 | #Twice2         |
| 2019                                                                                                   | What Is Love? (Japanese ver.) | —                 | #Twice2         |
| 2020                                                                                                   | Stuck in My Head              | 59                | #Twice3         |
| 2022                                                                                                   | Scientist (Japanese ver.)     | —                 | #Twice4         |
| 2022                                                                                                   | Just Be Yourself              | —                 | Celebrate       |
| 2023                                                                                                   | Dance Again                   | 77                | Dive            |
| "—" indica che il disco non è entrato in quella classifica o non è stato pubblicato in quel territorio |                               |                   |                 |

### In lingua inglese
| Anno | Titolo                         | Album       |
| ---- | ------------------------------ | ----------- |
| 2020 | More & More (English ver.)     | The Remixes |
| 2020 | I Can't Stop Me (English ver.) | /           |

### In lingua coreana
| Anno | Titolo                                           | Posizione massima | Album                      |
| Anno | Titolo                                           | KOR               | Album                      |
| ---- | ------------------------------------------------ | ----------------- | -------------------------- |
| 2021 | I Love You More Than Anyone (누구보다 널 사랑해) | 105               | Hospital Playlist Season 2 |

## Altre canzoni in classifica

### In lingua coreana
| Anno                                                                                                   | Titolo                          | Posizione massima | Album                |
| Anno                                                                                                   | Titolo                          | KOR               | Album                |
| --- | ------------------------------- | ----------------- | -------------------- |
| 2015                                                                                                   | Do It Again (다시 해줘)         | 127               | The Story Begins     |
| 2015                                                                                                   | Going Crazy (미쳤나봐)          | 164               | The Story Begins     |
| 2016                                                                                                   | Precious Love (소중한 사랑)     | 73                | Page Two             |
| 2016                                                                                                   | Touchdown                       | 86                | Page Two             |
| 2016                                                                                                   | Woohoo                          | 108               | Page Two             |
| 2016                                                                                                   | Tuk Tok (툭하면 톡)             | 112               | Page Two             |
| 2016                                                                                                   | My Headphones On (Headphone 써) | 133               | Page Two             |
| 2016                                                                                                   | 1 to 10                         | 35                | Twicecoaster: Lane 1 |
| 2016                                                                                                   | One in a Million                | 55                | Twicecoaster: Lane 1 |
| 2016                                                                                                   | Ponytail                        | 67                | Twicecoaster: Lane 1 |
| 2016                                                                                                   | Jelly Jelly                     | 68                | Twicecoaster: Lane 1 |
| 2016                                                                                                   | Pit-a-Pat                       | 75                | Twicecoaster: Lane 1 |
| 2016                                                                                                   | Next Page                       | 78                | Twicecoaster: Lane 1 |
| 2017                                                                                                   | Ice Cream (녹아요)              | 19                | Twicecoaster: Lane 2 |
| 2017                                                                                                   | Only You (Only 너)              | 56                | Signal               |
| 2017                                                                                                   | Three Times a Day (하루에 세번) | 57                | Signal               |
| 2017                                                                                                   | Someone Like Me                 | 78                | Signal               |
| 2017                                                                                                   | Hold Me Tight                   | 80                | Signal               |
| 2017                                                                                                   | Eye Eye Eyes                    | 82                | Signal               |
| 2017                                                                                                   | Turtle (거북이)                 | 26                | twicetagram          |
| 2017                                                                                                   | Missing U                       | 46                | twicetagram          |
| 2017                                                                                                   | Wow                             | 86                | twicetagram          |
| 2017                                                                                                   | 24/7                            | 95                | twicetagram          |
| 2017                                                                                                   | FFW                             | 97                | twicetagram          |
| 2017                                                                                                   | Merry & Happy                   | 24                | Merry & Happy        |
| 2018                                                                                                   | Chillax                         | 65                | Summer Nights        |
| "—" indica che il disco non è entrato in quella classifica o non è stato pubblicato in quel territorio |                                 |                   |                      |

### In lingua giapponese
| Anno | Titolo         | Posizione massima | Album              |
| Anno | Titolo         | JPN Hot           | Album              |
| ---- | -------------- | ----------------- | ------------------ |
| 2017 | Luv Me         | 38                | One More Time      |
| 2018 | Brand New Girl | 26                | BDZ                |
| 2018 | Be as One      | 94                | BDZ                |
| 2020 | Swing          | 42                | &Twice (Repackage) |

## Videografia

### Album video

#### In lingua coreana
| Anno | Titolo |
| ---- | --- |
| 2016 | Twice TV 2: One In A Million - Data di pubblicazione: 29 luglio 2016 - Etichetta: JYP Entertainment - Formati: DVD                                         |
| 2016 | Twice TV 3: Jeju Island - Data di pubblicazione: 2 novembre 2016 - Etichetta: IMBC, KT Music - Formati: DVD                                                |
| 2017 | Twice TV 4 - Data di pubblicazione: 1º maggio 2017 - Etichetta: IMBC, KT Music - Formati: DVD                                                              |
| 2017 | Twice Super Event DVD - Data di pubblicazione: 25 agosto 2017 - Etichetta: JYP Entertainment - Formati: DVD                                                |
| 2018 | Twiceland -The Opening- - Data di pubblicazione: 30 gennaio 2018 - Etichetta: JYP Entertainment, Play Company - Formati: DVD, Blu-ray                      |
| 2018 | Twice TV 5: Twice in Switzerland - Data di pubblicazione: 31 gennaio 2018 - Etichetta: JYP Entertainment - Formati: DVD                                    |
| 2018 | Twiceland - The Opening [Encore] - Data di pubblicazione: 19 luglio 2018 - Etichetta: JYP Entertainment, Play Company - Formati: DVD, Blu-ray              |
| 2018 | Twice TV 6: Twice in Singapore - Data di pubblicazione: 11 settembre 2018 - Etichetta: IMBC - Formati: DVD                                                 |
| 2018 | Twice Fanmeeting Once Begins - Data di pubblicazione: 21 dicembre 2018 - Etichetta: JYP Entertainment, Play Company - Formati: DVD, Blu-ray                |
| 2019 | Twice TV 2018 - Data di pubblicazione: 18 marzo 2019 - Etichetta: JYP Entertainment, Play Company - Formati: DVD                                           |
| 2019 | Twice 2nd Tour Twiceland Zone 2: Fantasy Park - Data di pubblicazione: 22 agosto 2019 - Etichetta: JYP Entertainment, Play Company - Formati: DVD, Blu-ray |
| 2020 | Twice World Tour 2019 'Twicelights' in Seoul - Data di pubblicazione: 9 giugno 2020 - Etichetta: JYP Entertainment, Play Company - Formati: DVD, Blu-ray   |
| 2022 | Twice 4th World Tour 'III' in Seoul - Data di pubblicazione: 24 giugno 2022 - Etichetta: JYP Entertainment, Play Company - Formati: DVD, Blu-ray           |
| 2024 | Twice 5th World Tour 'Ready to Be' in Seoul - Data di pubblicazione: 31 luglio 2024 - Etichetta: JYP Entertainment, Play Company - Formati: DVD, Blu-ray   |

#### In lingua giapponese
| Anno | Titolo | Posizione massima | Posizione massima |
| Anno | Titolo | JPN DVD           | JPN Blu-ray       |
| ---- | --- | ----------------- | ----------------- |
| 2017 | Twice Debut Showcase "Touchdown in Japan" - Data di pubblicazione: 20 dicembre 2017 - Etichetta: Warner Music Japan - Formati: DVD, Blu-ray       | 4                 | 7                 |
| 2020 | Twice Dome Tour 2019 "#Dreamday" in Tokyo Dome - Data di pubblicazione: 4 marzo 2020 - Etichetta: Warner Music Japan - Formati: DVD, Blu-ray      | 1                 | 3                 |
| 2022 | Twice Japan Debut 5th Anniversary "T・W・I・C・E" - Data di pubblicazione: 25 maggio 2022 - Etichetta: Warner Music Japan - Formati: DVD, Blu-ray | 2                 | 1                 |
| 2023 | Twice 4th World Tour 'III' in Japan - Data di pubblicazione: 21 febbraio 2023 - Etichetta: Warner Music Japan - Formati: DVD, Blu-ray             | 1                 | 4                 |
| 2024 | Twice 5th World Tour 'Ready to Be' in Japan - Data di pubblicazione: 24 aprile 2024 - Etichetta: Warner Music Japan - Formati: DVD, Blu-ray       | 2                 | 2                 |